# Stydyń (gmina)
Stydyń – dawna gmina wiejska istniejąca do 1939 roku w woj. wołyńskim (obecnie na Ukrainie). Siedzibą gminy był Stydyń Wielki.
W okresie międzywojennym gmina Stydyń należała do powiatu rówieńskiego w woj. wołyńskim. 1 stycznia 1925 roku gmina weszła w skład nowo utworzonego powiatu kostopolskiego.
Według stanu z dnia 4 stycznia 1936 roku gmina składała się z 28 gromad. Po wojnie obszar gminy Stydyń wszedł w struktury administracyjne Związku Radzieckiego.